# ديفيد جاي ويبر
ديفيد جاي ويبر (بالإسبانية: David J. Weber)‏ هو مؤرخ مكسيكي، ولد في 20 ديسمبر 1940، وتوفي في 20 أغسطس 2010 بسبب ورم نخاعي متعدد.